# Eois pararussearia
Eois pararussearia là một loài bướm đêm trong họ Geometridae.